# 柏林动物园车站
柏林动物园站（德語：Bahnhof Berlin Zoologischer Garten），有时被简称为动物园站，是德国柏林一座重要的火车站，它位于柏林夏洛滕堡区东部，紧邻柏林动物园。在柏林分裂期间，它是西柏林最重要的铁路枢纽站。

## 历史

### 开通和柏林墙的修建

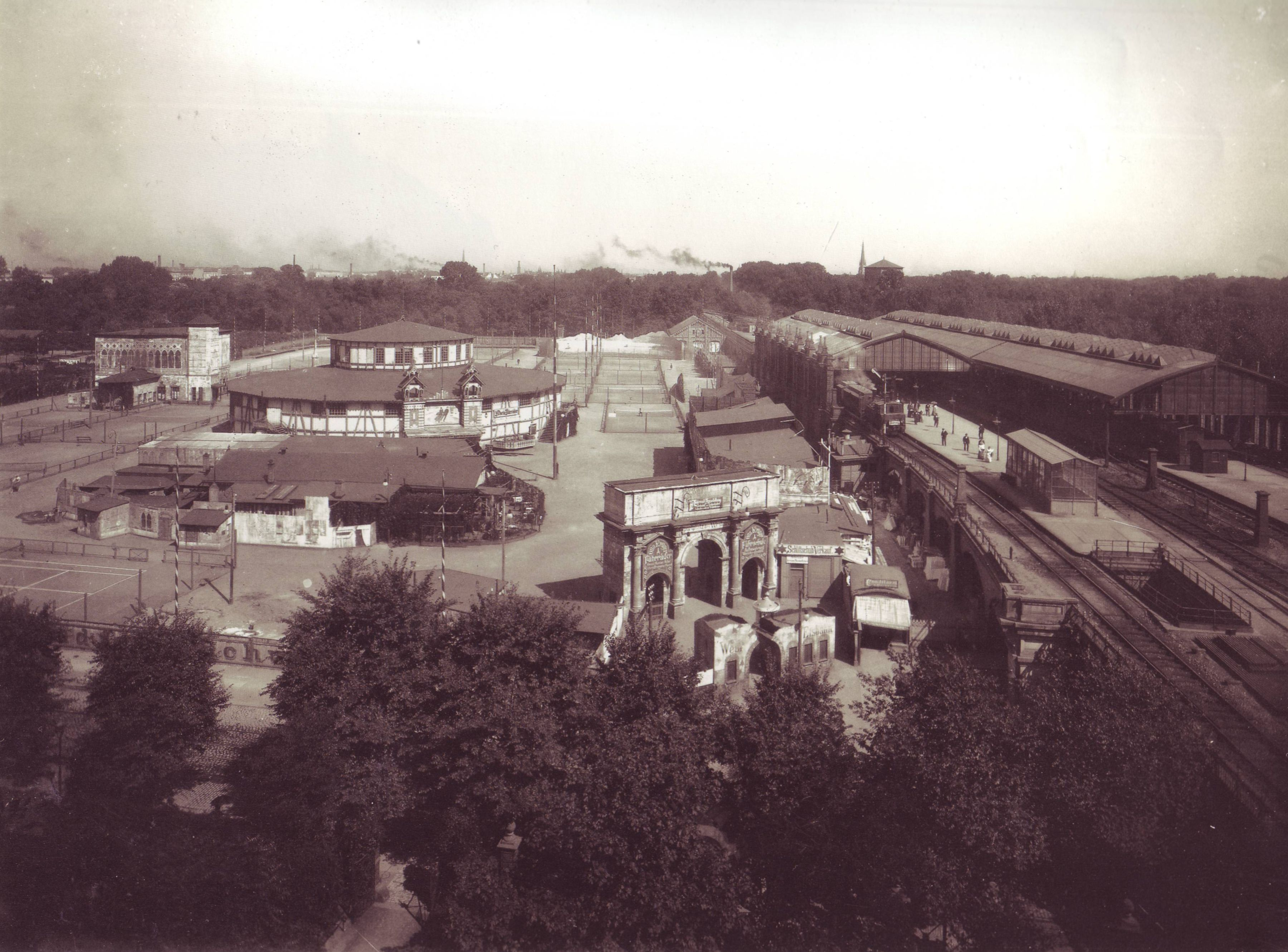
1898年的车站及其周边

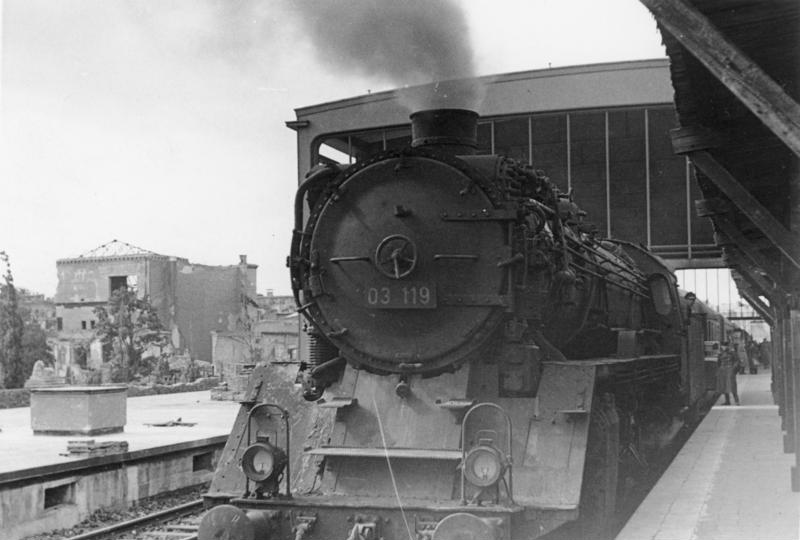
1946年的动物园火车站和一辆开往哈雷的列车

动物园车站于1882年2月的随着柏林郊区火车的运营而开通。1884年起东西向的长距离列车也停靠该站。
1902年起当时柏林的第一条地铁，即今天的柏林地铁2号线，正式开通运行并设置动物园地铁站。
长距离和郊区火车站在1934年到1940年期间为1936年夏季奥林匹克运动会而进行了改建，同时长距离铁路的铁轨系统也进行了拓展。

## 延伸阅读
- （德文）Berliner S-Bahn-Museum., Bahnhof Zoo – Vorposten der DDR in West-Berlin, Berlin: GVE-Verlag. 2011, ISBN 978-3-89218-101-9 （德文）

- （德文）Berliner Schienenverkehrs-Verband., Fernbahnhof Zoologischer Garten, Berlin: GVE-Verlag. 1985 （德文）